# Diphyus hudsonicus
Diphyus hudsonicus là một loài tò vò trong họ Ichneumonidae.